# Neptosternus jacobsoni
Neptosternus jacobsoni är en skalbaggsart som beskrevs av Zimmermann 1927. Neptosternus jacobsoni ingår i släktet Neptosternus och familjen dykare. Inga underarter finns listade i Catalogue of Life.